# Rože (glive)
Rože (znanstveno ime Thelephora) so rod gliv iz družine rožark (Thelephoraceae).

## Značilnosti
Rod vključuje vrste, ki niso prepoznavne po klasičnih klobukih, kot jih imajo druge glive, ampak imajo razvejane ali rozetaste trosnjake nepravilnih oblik in kožnate ali usnjate konsistence. Površina je gladka ali poraščena s finimi dlačicami. Barva segajo od rjave, vijolične, sive ali črne.
Trosovnica je gladka ali rahlo brazdasta, brez cevk ali lističev.
Trosni prah je rjave barve. Trosi imajo bodičaste izrastke.
Najdemo jih v gozdovih, pogosto na tleh ali na razpadajočem lesu.
Skoraj vse vrste v rodu naj bi bile neužitne, toda Thelephora ganbajun je cenjena goba v provinci Yunnan na jugozahodu Kitajske.
Nekatere vrste rož v gobah kopičijo ali celo hiperakumulirajo elemente v sledovih. Raziskava je pokazala da čopičasta roža (Thelephora penicillata) hiperakumulira kadmij in arzen.

## Seznam rož Slovenije[6]
- cvetoča roža (Thelephora anthocephala)
- nageljnasta roža (Thelephora caryophyllea)
- grmičasta roža (Thelephora palmata)
- čopičasta roža (Thelephora penicillata)
- pozemska roža (Thelephora terrestris)

## Galerija slik
- cvetoča roža
- nageljnasta roža
- grmičasta roža
- čopičasta roža
- pozemska roža